# الموسطه (إب)
الموسطه هي إحدى قرى الجمهورية اليمنية. تتبع جغرافيا لمحافظة إب وإداريًا لمديرية العدين. يبلغ تعداد سكانها 1380 نسمة حسب الإحصاء الذي أجري عام 2004.